# Lim Nee Soon
Lim Nee Soon (chinês: 林義順; pinyin: Lín Yìshùn; 12 de novembro de 1879 - 20 de março de 1936) era um comerciante de Singapura que promoveu questões sociais e comunitárias e era um líder comunitário respeitado em Singapura. Lim era descendente de chineses peranakan, com ascendência do distrito de Chenghai, Shantou em Guangdong, China.
Ele era um magnata da borracha e foi apelidado de "rei do abacaxi" por ser o principal plantador de abacaxi na região. Ele também era banqueiro, contratado e agente de comissão geral. Ele foi o primeiro gerente geral da Bukit Sembawang Rubber Company Limited, formada em 1908. Nee Soon and Company foi formada em 1911.
Como chinês Peranakan (Baba), ele era carinhosamente conhecido como Bah Soon Pah (chinês: 峇 順 芭; pinyin: Bā shùn bā). A rodovia Bah Soon Pah Road recebeu o nome dele.

## Vida
Lim Nee Soon nasceu em Kampong Glam, Singapura. Sua família era de Shantou, Guangdong, China. Seu pai morreu quando ele tinha oito anos e seu avô materno, um comerciante, cuidou dele. Lim foi educado em inglês na St. Joseph's Institution e, posteriormente, na Anglo Chinese School.

## Carreira
Lim foi um dos pioneiros que abriram a área residêncial Sembawang. Ele serviu no Conselho Rural de 1913 a 1921 e também foi nomeado juiz de paz. No campo da educação, ele foi um dos fundadores da Escola Secundária Chinesa e também membro do Comitê do Raffles College. Foi presidente da Câmara de Comércio Chinesa de Singapura por dois períodos, de 1921 a 1922 e 1925 a 1926.
Lim, junto com seu tio Teo Eng Hock, foram os principais membros da associação de clãs Teochew Teochew Poit Ip Huay Kuan e eram amigos íntimos do Dr. Sun Yat Sen.
Ele morreu no caminho de casa de uma viagem à China e seu corpo embalsamado estava programado para ser trazido de volta a Singapura. Mas o governo chinês pediu que ele fosse sepultado pelo Estado e ele foi enterrado em Nanjing, perto do mausoléu de seu amigo próximo, Dr. Sun Yat Sen.

## Família
Lim casou-se com Wi Peck Hay (em chinês: Chinese; pinyin: Ruǎn Bì Xiá) e teve três filhos e seis filhas. Seus filhos Lim Chong Kuo (chinês: pin; pinyin: Lín Zhōguguó) e Lim Chong Pang (chinês: 林忠邦; pinyin: Lín Zhōngbāng) mais tarde também se tornaram comerciantes e figuras da comunidade de destaque. Uma de sua filha, Lim Chit Geck, casou-se com Oei Tjong Tiong, filho do empresário indonésio-chinês, Oei Tiong Ham.

## Legado
A rodovia Nee Soon Road foi oficialmente nomeada em 1950 pelo Conselho Rural para facilitar os serviços postais. Nee Soon também possuía um grande lote de terra na área e várias estradas nessa área têm o nome de suas preocupações comerciais e familiares. Por exemplo, Chong Kuo Road recebeu o nome de seu filho mais velho, Lim Chong Kuo, e Chong Pang City, seu segundo filho, Lim Chong Pang.
A cidade residencial de Yishun, na parte norte de Singapura, também recebeu o nome dele. Embora originalmente nomeado Nee Soon, o nome foi posteriormente romanizado com sua denominação atual, para refletir a decisão do governo de Singapura de usar o chinês padrão adequado nos dialetos chineses mais populares e não reconhecidos, destacados entre os grupos de dialetos locais.